# Earinis minor
Earinis minor là một loài bọ cánh cứng trong họ Cerambycidae.